# Marek (roślina)
Marek (Sium L.) – rodzaj roślin z rodziny selerowatych. Obejmuje 10 gatunków. Rośliny te występują w niemal całej Europie, Azji (z wyjątkiem południowej części) i Ameryki Północnej (na południe sięgając do Kalifornii, Teksasu i Florydy). W Polsce rosną dwa gatunki – dziko marek szerokolistny S. latifolium i uprawiany marek kucmerka S. sisarum.
Rośliny z tego rodzaju uprawiane są jako ozdobne oraz jadalne. Korzeń marka kucmerka spożywany jest podobnie jak salsefia i sporządza się z niego substytut kawy. Bulwiaste korzenie Sium suave stanowiły istotne źródło pożywienia dla wielu plemion Indian Ameryki Północnej. Niektóre gatunki wykorzystywane są też jako rośliny lecznicze.

## Morfologia
PokrójByliny nagie, z wiązkowym systemem korzeniowym. Łodyga pojedyncza, kreskowana, rozgałęziająca się i korzeniąca w dolnych węzłach.
LiścieDolne ogonkowe, z pochwiastą nasadą, pojedynczo pierzastozłożone.
KwiatyZebrane w baldachy złożone, składające się z wielu baldaszków, wyrastające na szczycie pędów. Pokryw są liczne, na szczycie wrębne lub pierzaste. Pokrywki także liczne i obłonione. Jedne i drugie zwykle odgięte. Kielich z ząbkami szydlastymi lub drobnymi i nierównymi. Płatki korony są białe, na szczycie wycięte i tu z niewielką łatką. Skrajne płatki na brzegu baldachów czasem powiększone.
OwoceRozłupki jajowate lub elipsoidalne, spłaszczone z boków, z 5 wyraźnymi żebrami. W bruzdach między nimi znajdują się 1–3 smugi, przy stopie liczniejsze.

## Systematyka
Pozycja systematyczna
Rodzaj należący do plemienia Oenantheae z podrodziny Apioideae Seemann, rodziny selerowatych (Apiaceae Lindl.) z rzędu selerowców (Apiales Lindl.).
Wykaz gatunków
- Sium carsonii Durand ex A.Gray
- Sium latifolium L. – marek szerokolistny
- Sium latijugum C.B.Clarke
- Sium medium Fisch. & C.A.Mey.
- Sium ninsi L.
- Sium serra (Franch. & Sav.) Kitag.
- Sium sisarum L. – marek kucmerka
- Sium suave Walter
- Sium tenue (Kom.) Kom.
- Sium ventricosum (H.Boissieu) Li S.Wang & M.F.Watson